# La Tentación
La Tentación est une ville de l'Uruguay située dans le département de Paysandú. Sa population est de 148 habitants.

## Géographie
La Tentación est située près de la ville d'Orgoroso.

## Population
| Année | Population |
| ----- | ---------- |
| 1963  | 95         |
| 1975  | 123        |
| 1985  | 166        |
| 1996  | 171        |
| 2004  | 148        |

Référence,: